# Nikolauskirche (Gerstetten)

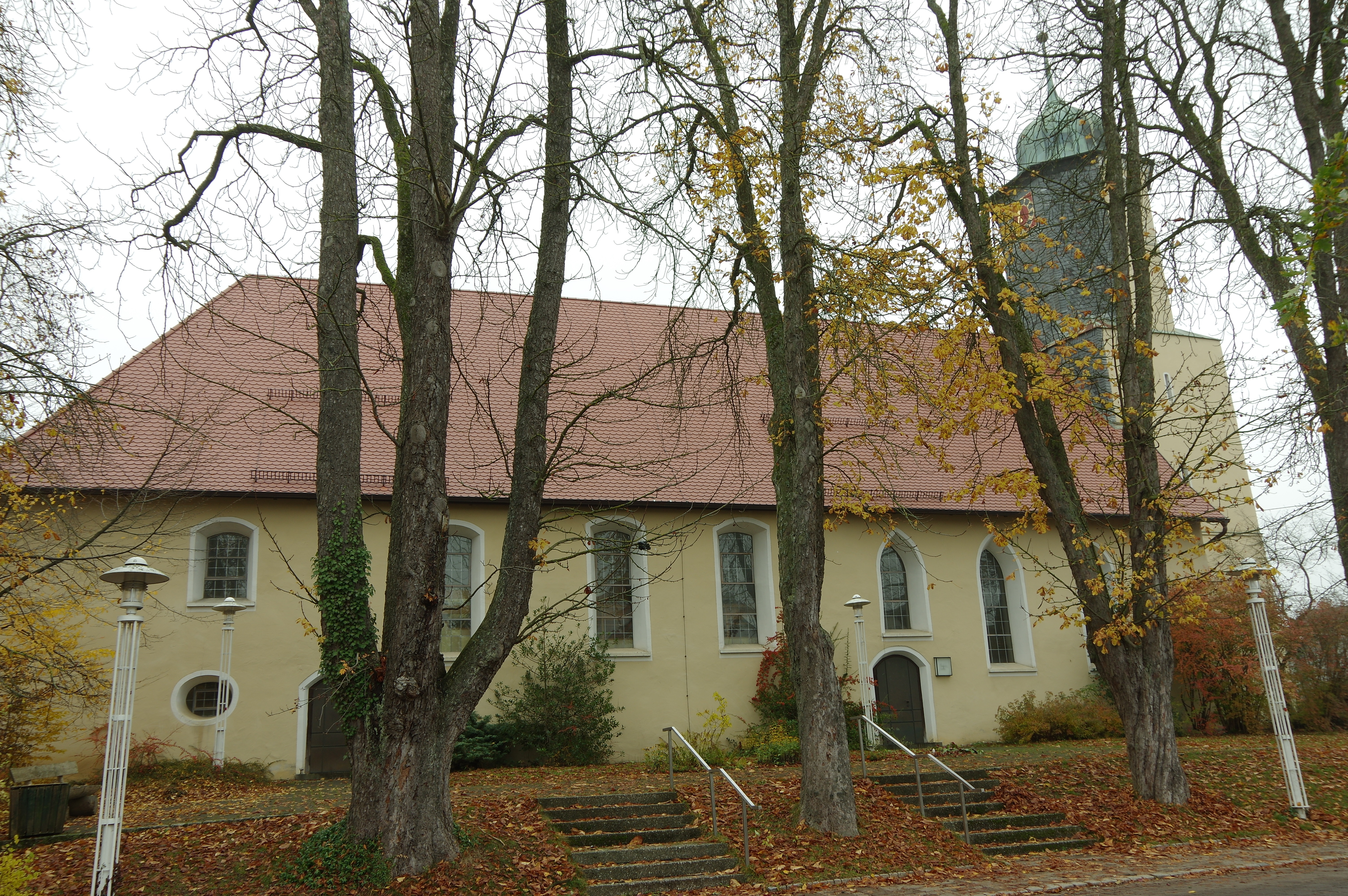
Nikolauskirche in Gerstetten

Die evangelische Nikolauskirche (auch: „Untere Kirche“) steht in Gerstetten, einer Gemeinde im Landkreis Heidenheim in Baden-Württemberg. Das Bauwerk ist beim Landesamt für Denkmalpflege Baden-Württemberg als Baudenkmal eingetragen. Die Kirchengemeinde gehört zum Kirchenbezirk Heidenheim der Evangelischen Landeskirche in Württemberg.

## Beschreibung

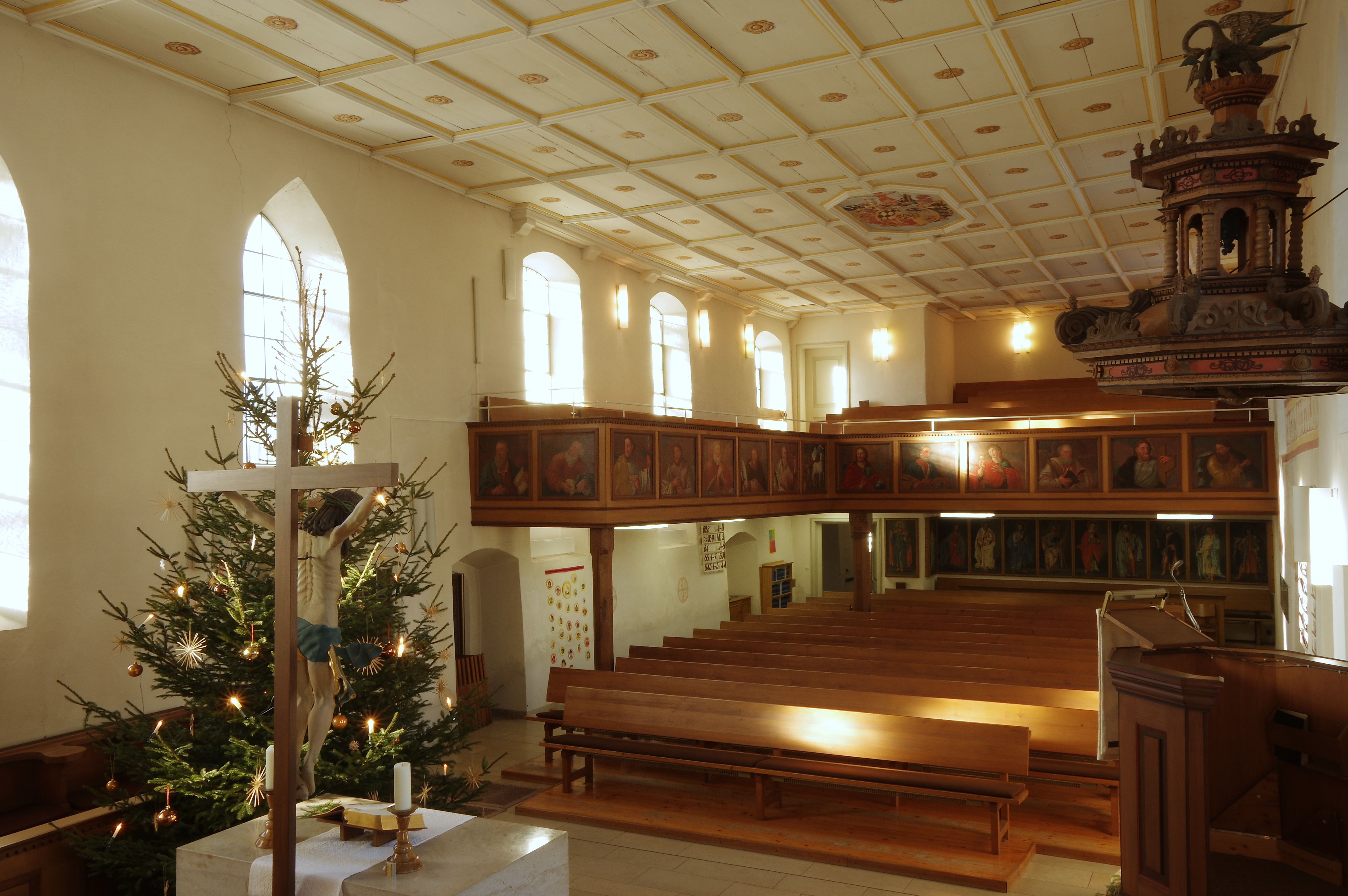
Innenraum

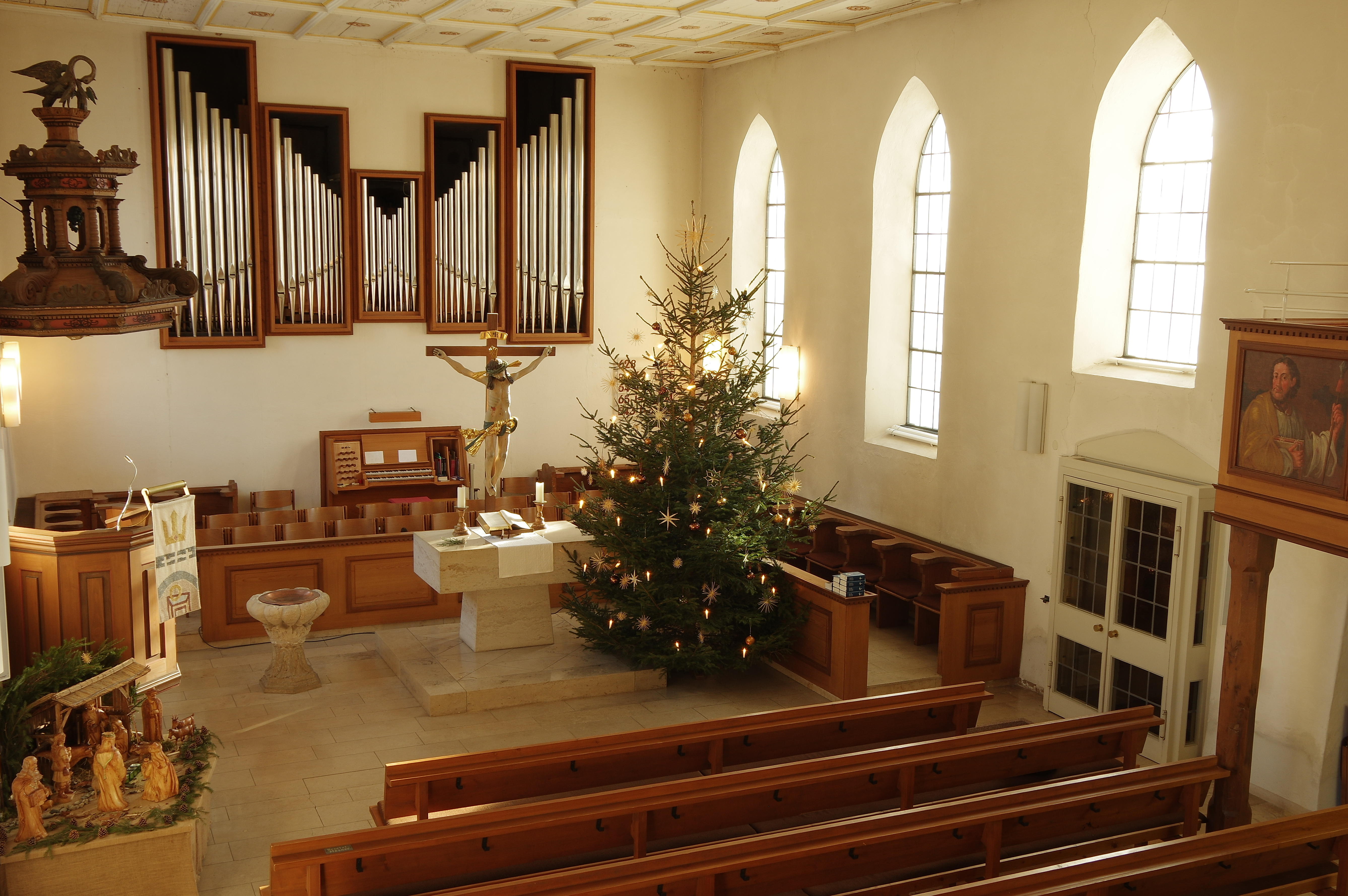
Blick in den Chor mit Orgel

Die romanische Saalkirche wurde im 14. Jahrhundert gotisch umgebaut. Aus dieser Zeit sind einige Fresken erhalten. Der Innenraum des 1585 verlängerten Langhauses im Westen des Chorturms wurde 1724 mit einer bemalten Kassettendecke überspannt. In ihm wurden Emporen eingebaut. Der Chorturm auf quadratischem Grundriss wurde 1705 mit einem achteckigen Geschoss aufgestockt, das die Turmuhr und den Glockenstuhl für die vier Kirchenglocken beherbergt, und mit einer Glockenhaube bedeckt.
Ende des 17. Jahrhunderts wurde die Kirchenausstattung mit einem Taufbecken und einem Kruzifix erweitert.

## Orgel
Die vollständig in den Turmraum gebaute Orgel wurde 1971 von der Giengener Orgelmanufaktur Gebr. Link nach Plänen von Helmut Bornefeld geschaffen. Sie besitzt 15 Register auf zwei Manualen und Pedal. 2005 erfolgte eine Überholung durch Dirk Banzhaf. Die Disposition lautet:
| I Hauptwerk C–g3 |          |
| Quintade         | 16′      |
| Rohrpommer       | 8′       |
| Prinzipal        | 4′       |
| Hohlflöte        | 2′       |
| Rauschharfe II   | 4′+2 ⁄3′ |
| Mixtur IV–V      | 1 ⁄3′    |
| Tremulant        |          |

| II Positiv C–g3 |              |
| Gedackt         | 8′           |
| Rohrflöte       | 4′           |
| Prinzipal       | 2′           |
| Gemsnasat       | 1 ⁄3′        |
| Hörnlein        | 1 3⁄5′+1 ⁄7′ |
| Zimbel III      | 1⁄2′         |
| Tremulant       |              |

| Pedal C–f1  |       |
| Untersatz   | 16′   |
| Offenflöte  | 8′    |
| Choralflöte | 4′+2′ |

- Koppeln: II/I, I/P, II/P